# Napeanthus riparius
Napeanthus riparius là một loài thực vật có hoa trong họ Tai voi. Loài này được Phillipson mô tả khoa học đầu tiên năm 1956.